# Красноозёрная
Красноозёрная (бел. Краснаазёрная) — деревня в Сморгонском районе Гродненской области Белоруссии. Входит в состав Вишневского сельсовета.
Расположена в северной части района, на северо-западном берегу озера Вишневское. Расстояние до районного центра Сморгонь по автодороге — чуть более 35 км, до центра сельсовета агрогородка Вишнево по прямой — менее 3 км. Ближайшие населённые пункты — Бережные, Вишнево, Горани. Площадь занимаемой территории составляет 0,3756 км², протяжённость границ 5310 м.

## История
Деревня отмечена на карте Шуберта (середина XIX века) под названием Голодняны в составе Вишневской волости Свенцянского уезда Виленской губернии. В 1866 году Красноозёрная насчитывала 10 домов и 86 жителей, из них 35 православных и 51 католик.
После Советско-польской войны, завершившейся Рижским договором, в 1921 году Западная Белоруссия отошла к Польской Республике и деревня была включена в состав новообразованной сельской гмины Вишнево Свенцянского повета Виленского воеводства. 1 января 1926 года гмина Вишнево была переведена в состав Вилейского повета.
В 1938 году Красноозёрная состояла из осады и деревни, насчитывавших 1 дым (двор), 11 душ и 25 дымов, 136 душ соответственно.
В 1939 году, согласно секретному протоколу, заключённому между СССР и Германией, Западная Белоруссия оказалась в сфере интересов советского государства и её территорию заняли войска Красной армии. Деревня вошла в состав новообразованного Сморгонского района Вилейской области БССР. После реорганизации административного-территориального деления БССР деревня была включена в состав новой Молодечненской области в 1944 году. В 1960 году, ввиду новой организации административно-территориального деления и упразднения Молодечненской области, Красноозёрная вошла в состав Гродненской области.

## Население
Согласно переписи население деревни в 1999 году насчитывало 42 жителя.

## Транспорт
Автодорогой местного значения Н6744 деревня связана с автомобильной дорогой Лынтупы — Свирь — Сморгонь — Крево — Гольшаны.
Через Красноозёрную проходят регулярные автобусные маршруты:
- Сморгонь — Комарово
- Сморгонь — Свирь
- Сморгонь — Хведевичи

## Достопримечательности
В полутора километрах юго-западнее Красноозёрной на шоссе Р95 находится придорожная часовня постройки предположительно конца XVIII века